# Rio Barcău (Criş)
O Rio Barcău é um rio da Romênia afluente do Rio Crişul Repede, localizado nos distritos de Sălaj e Bihor na Romênia e nos distritos de Hajdú-Bihar e Békés localizados na Hungria.